# トルコ革命
トルコ革命（トルコかくめい、トルコ独立戦争とも）は、トルコにおいて、第一次世界大戦に敗戦した後のオスマン帝国解体の危機において、アンカラに樹立された大国民議会政府が祖国解放戦争に勝利、オスマン帝国を打倒して新たにトルコ共和国を樹立する過程で行われた一連の運動。ムスタファ・ケマル・アタテュルクがその指導者となり、トルコ共和国の初代大統領に就任した。
トルコ革命によりトルコは共和制を宣言し、オスマン家を頂点としイスラム教を国教とする帝国からトルコ民族による近代的・西欧的・世俗的な国民国家への転換がはかられた。この革命の結果、トルコは中東諸国において支配的なイデオロギーであったイスラムを政治の場から分離することに成功し、国民国家の要件である均質化された国民と自国民による自立的な国民経済の創出をかなりの程度に実現したが、東部の経済開発の遅れ、都市と農村の経済格差などの問題は先送りにされ、クルド人問題やイスラムの社会参加をめぐる軋轢が21世紀まで大きな課題として残された。

## トルコ革命の展開
歴史学者の永田雄三によれば、トルコ革命はもっとも狭義には1922年から1923年にかけて行われたオスマン帝国の帝政の廃止とトルコ共和国の建国宣言という事件を指すが、一般的にはその後に続くトルコの近代化改革をもトルコ革命に含める。もっとも広義には、終戦直後の1919年から1922年まで足かけ5年にわたって繰り広げられた占領国に対する祖国解放運動もトルコ革命の一部とみなされる。

### 祖国解放戦争

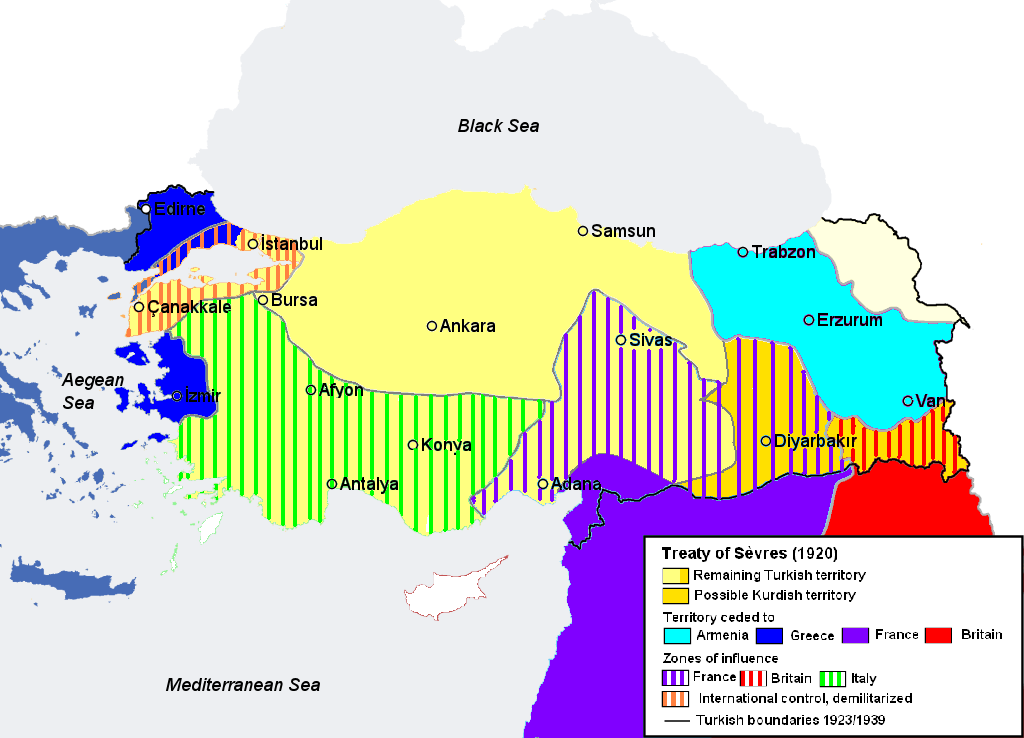
セーブル条約下のアナトリア

オスマン帝国がムドロス休戦協定を結んで連合国に降伏して第一次世界大戦に敗北したとき、広大な帝国のうちアラブ地域は連合国によってほとんど占領されていたが、アナトリアの全域と東トラキア（ルメリアの一部）、北シリアのアレッポ、ジャズィーラ（現イラク北部）のモースルは依然としてオスマン軍の勢力下に残っていた。しかし、休戦協定が発効すると連合国は休戦協定の条文を盾に、戦時中の列強国同士の協定に従ってオスマン帝国の残存領土に進駐し、アナトリアはイギリス、フランス、イタリア、ギリシャによって各方面ごとに分割占領された。また、これに呼応してアナトリア半島内のアルメニア人やギリシャ人の中から独立運動に乗り出すものが現われ、オスマン帝国は残された領土の中核をなすトルコ人の居住地帯でさえほとんど細切れに分断されようとしていた。
この状況に対しアナトリア各地でも分割に反対する抵抗運動が起こりつつあったが、帝国政府は王朝の保身に走って占領政策に迎合し、ムスタファ・ケマル准将を軍監察官としてアナトリアに派遣した。
ところがケマルには反意があり、1919年5月19日にアナトリア黒海沿岸のサムスンに上陸すると、アナトリアに駐留する帝国軍や活動家を結集して「アナトリア・ルメリア権利擁護委員会」を起こした。同年末に召集された帝都イスタンブールにおける帝国議会も権利擁護委員会の影響下に入り、翌1920年1月28日、帝国領のうちトルコ人が多数を占める地域が不可分であることをうたう「国民誓約」を採択した。
イギリスを中心とする連合国は3月16日にイスタンブールを占領し、アナトリア西南部エーゲ海沿岸を占領するギリシャ軍を抵抗運動の強い内陸に向かって進軍させるとともに、8月10日に帝国政府とセーヴル条約を結んだ。この条約ではトルコ国家に残されるのはアナトリア北部の3分の2に過ぎず、アナトリア東部にはアルメニア人の国家を建設することを認めた。旧ロシア帝国領のアルメニア（現アルメニア共和国領）ではダシナク党によるアルメニア第一共和国が建設されており、東部アナトリアには既にアルメニア軍が侵攻していた。
これに対し抵抗運動の権利擁護委員会はイスタンブールから逃れてきた帝国議会の議員に権利擁護委員会の支部で選出された議員をあわせ、4月23日にアンカラで「大国民議会」を開いた。大国民議会はムスタファ・ケマルを議長に選出し、議長を指導者として独自の内閣と政府を持つ政府に発展する。

### 東部戦線
アンカラの大国民議会政府はロシアのソビエト政権と連絡をとり、1920年中にキャーズム・カラベキル将軍率いる東部方面軍がダシナク党のアルメニア軍を撃退、東部アナトリアを確保した。

### 南部戦線
南部ではキリキアに駐留してその領有をねらうフランス軍との戦闘になった。1920年5月から1921年10月まで続いた戦争はトルコも勝利を収めることができなかったが、21年10月にアンカラ条約を結び、翌1922年からフランス軍はトルコの南に確保していたフランス委任統治領シリアへ撤退を始めた。

### 西部戦線
西部戦線では、1921年にケマルの腹心イスメトが西部方面総司令官に任命されてアンカラ政府が攻勢に転じ、2度にわたってギリシャ軍を撃退したが、コンスタンティノス1世国王が自ら指揮を執って態勢を立て直したギリシャ軍の逆襲によりアンカラ西部の要衝エスキシェヒルを奪われた。
この非常事態に対し1921年夏、ケマルは議会から全軍の指揮権を付与されると、サカリヤ川の戦いでギリシャ軍を敗走させた。翌1922年9月9日、アンカラの大国民議会政府軍は西南アナトリアの拠点都市イズミルを奪還し、ギリシャ軍をアナトリアから駆逐した。

### オスマン帝国の廃絶
ギリシャ軍の敗走を見て連合国はセーヴル条約を放棄し、ローザンヌで再び講和を行うことを大国民議会と帝国政府に通告した。ケマルらのアンカラ政府は帝国政府を廃絶して自らがトルコ国家を代表する単独の政府となる必要を感じ、1922年11月1日、スルタン制とカリフ制を分離し、スルタン制のみを廃止することを大国民議会において決議した。こうしてカリフとしてのオスマン帝国の君主を残したまま、世俗政治を行う政府としてのオスマン帝国は滅亡し、最後の皇帝となったメフメト6世は亡命した。帝国政府は祖国解放戦争中に王朝の保全のみを図って占領国の意に迎合し、アンカラ政府を攻撃する布告を行ったりしていたため既にトルコ人の支持を失い、廃止に反対する声もほとんどなかった。
1923年、アンカラ政府は連合国との間にローザンヌ条約を締結し、トルコ国家の独立承認とともに関税自主権回復、治外法権撤廃など不平等な国際関係を廃止することに成功した。一連の成功で救国の英雄としての地位を確実なものとしたケマルは次第に強い指導力を発揮するようになり、同年10月29日、大国民議会に共和制宣言を可決させ、自らは大統領に就任した。
これに対し、強引に共和制宣言を可決させたこと、カリフが国家元首とされなかったことに対する批判が起こったが、ケマルはこれを強権的に押さえ込むと、1924年3月3日にはカリフ制の廃止も可決させた。オスマン家の人間は全て追放され、翌年に起こったカリフの復活を求めるクルド人の反乱(シャイフ・サイードの反乱)も鎮圧した。続いて祖国解放戦争時の独立法廷の復活により議会内の反ケマル派が排斥され、専権を得たケマルのもと、新生トルコ共和国はオスマン帝国の残滓を振り払う諸改革に乗り出す。

### トルコ共和国の改革

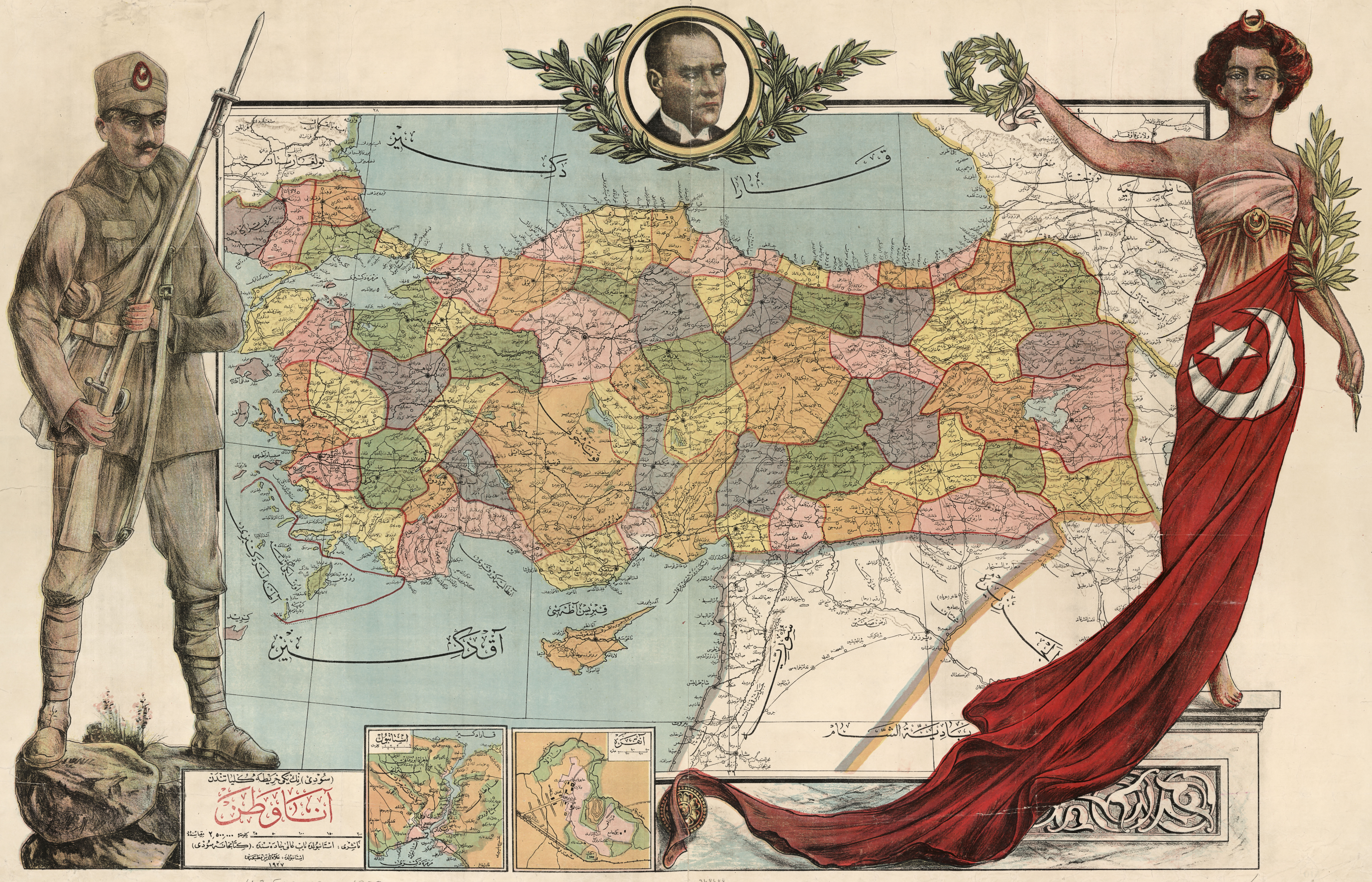
アルファベット改革の前に公開された1927年からの地図でのトルコの擬人化

1924年のカリフ制の廃止とともに、ワクフを管理するワクフ省の廃止、シャリーアの廃止と憲法の制定、イスラム学院（メドレセ）の閉鎖が行われ、政治と教育の世俗化がはかられた。1925年には神秘主義教団の修行場が閉鎖され、フェズが廃止されて着衣の西洋化が強要された。
続いて民法が改正され、一夫多妻制が禁じられた。さらにアラビア文字とヒジュラ暦が廃止され、トルコ語の表記にはラテン文字、暦にはグレゴリオ暦を用いることが定められた。1928年、脱イスラム化改革の集大成として憲法のイスラムを国教と定める条項が削除された。しかし、宗教が政府から一切切り離されたわけではなく、イスラムを政府の意図の及ぶ範囲で管理するために宗務庁が設立され、モスクやクルアーン（コーラン）の読み書きを教える学校がその管轄下に置かれた。オスマン帝国の皇帝がカリフとして金曜日の集団礼拝を行なっていたアヤソフィアも1934年には同日「アタテュルク」の名字を得たケマルによって非宗教的な博物館へ転用された。
経済の面では、当初はオスマン帝国末期から現われつつあった民族資本の育成をはかり、トルコ勧業銀行 (Türkiye İş Bankası) の設立、産業奨励法の制定が行われた。トルコはこうして私企業による国民経済の樹立を目指したが、大きな成果があがらないまま、1929年の世界大恐慌に巻き込まれた。恐慌はトルコ経済を支えた農産物の輸出に大打撃を与えたが、これをきっかけにトルコ共和国はソビエト連邦の計画経済の影響を受けた「国家資本主義」政策に転換した。1930年代のトルコは国立銀行を次々に設立するとともに、外国系企業を買収して国営企業を建設し、国家資本による国民経済の創出を押し進めた。
文化的には、イスラムに代わる国民統合と西洋化改革を支えるイデオロギーが必要となった。そのために革命の英雄としてのムスタファ・ケマルに対する個人崇拝が起こり、1934年の創姓法制定によるトルコ人の姓の義務付けにともない、ケマルには議会によって「父なるトルコ人」を意味する「アタテュルク」の姓が贈られた。革命を貫く共和主義、民族主義、階級闘争の否定を意味する人民主義、世俗主義、国家資本主義エタティズム、帝国主義への抵抗やケマル主義の継続を意味する革命主義などの原理はまとめて「6本の矢」と呼ばれるようになり、共和人民党一党支配下での絶対の国是とされた。また、それまでトルコ人としての意識が希薄であった国民に、トルコ国家を構成するトルコ国民としての意識を植え付けるために、学校では中央アジアからの移住やアナトリアの古代文明をトルコ民族と結びつける「トルコ史テーゼ」に基づくトルコ民族史が教育されるようになっていった。
これら一連の改革により、ケマル・アタテュルクの亡くなった1938年までにトルコ国民による国民国家と国民経済の創出がかなりの段階まで進み、トルコ革命は一定の成功を収めたと評価される。
しかし、国民経済創出の過程では農村よりも都市、農民や労働者よりも地主や民族資本家のみが経済的に優遇され、特にトルコ国民の大多数を占める地方の農民の地位はあまり改善されなかった。トルコ革命を積極的に支持したのは実際には一握りの都市のエリート層に過ぎず、第二次世界大戦を経て多党制が導入されると、アタテュルクの遺した共和人民党よりもイスラムの尊重や自由経済の導入を説く保守的知識人を中核とし、地主や資本家の利害を代表する民主党にむしろ国民の支持が集まった。1950年に民主党が政権を奪うと国家資本主義や世俗化の路線は大幅に緩められ、トルコ革命の敷いたトルコ共和国の基本路線は変容を遂げていった。

## トルコ革命を題材とした文学作品
- トゥルグット・オザクマン 『トルコ狂乱 オスマン帝国崩壊とアタテュルクの戦争』（鈴木麻矢 訳、新井政美 監修、三一書房、2008年） ISBN 978-4-380-08204-7